# Vlag van Menorca

Vlag van Menorca

De vlag van Menorca is een officieel symbool van het eiland en van de eilandsraad van Menorca. De vlag bestaat uit negen horizontale banen van geel en rood met in het midden het wapenschild van de Universitat General. De vlag werd op 14 november 1983 aangenomen.
De vlag werd in 1983 ingesteld bij een plenaire overeenkomst, die tot doel had een onderzoekscommissie in te stellen om te bepalen hoe de vlag eruit moest zien. De vlag bestaat uit twee afzonderlijke delen: aan de achterkant, de Koninklijke vlag; in het midden, het embleem van de voormalige Algemene Universiteit, moderner, aan de linkerkant, hoewel dit niet is vastgelegd in het besluit.